# Geudelbach
Koordinaten: 51° 3′ 57″ N, 9° 39′ 38″ O
Geudelbach ist eine Wüstung in der Gemarkung von Altmorschen, einem Ortsteil der Gemeinde Morschen im nordhessischen Schwalm-Eder-Kreis.
Der kleine Ort – bisher nur ungefähr lokalisiert – lag etwa 3,5 km östlich von Altmorschen auf 260 m Höhe über NHN am Unterlauf des Geidelbachs in der Flur „Im Geidelbach“, die entlang diesem Zufluss des Tiefenbachs verläuft.
Die Siedlung wurde im Jahre 1376 als „Goidelbach“ und „Goydelbach“ erstmals schriftlich erwähnt, als die Herren von Rotenburg dort vom Landgrafen Hermann II. von Hessen mit einer halben Hufe belehnt wurden, und erschien 1382 noch einmal als „Godelbach“, als die Herren von Holzheim dort Güter besaßen und deren Einkünfte dem Kloster Haydau vermachten. Bereits 1540 wurde der Ort im Spangenberger Salbuch letztmals und als Wüstung genannt, deren Feldmark zwischen den benachbarten Dörfern Altmorschen und Heinebach aufgeteilt war.